# Resolutie 231 Veiligheidsraad Verenigde Naties
Resolutie 231 van de Veiligheidsraad van de Verenigde Naties werd aangenomen op 15 december 1966. Dat gebeurde unaniem op de 1338e vergadering van de Raad.

## Achtergrond
In 1964 hadden de VN de UNFICYP-vredesmacht op Cyprus gestationeerd na het geweld tussen de twee bevolkingsgroepen op het eiland. Deze was tien jaar later nog steeds aanwezig toen er opnieuw geweld uitbrak nadat Griekenland een staatsgreep probeerde te plegen en Turkije het noorden van het eiland bezette.

## Inhoud
De Veiligheidsraad merkte op dat de secretaris-generaal in zijn rapport een vredesmacht nog steeds noodzakelijk vond, en dat de regering van Cyprus de VN-vredesmacht noodzakelijk vond.
De resoluties 186, 187, 192, 194, 198, 201, 206, 207, 219, 220 en 222 werden bevestigd. Ook werd de consensus bevestigd die op 11 augustus 1964 was uitgedrukt door de voorzitter van de 1143e vergadering.
De betrokken partijen werden opgeroepen om terughoudend te handelen, naar de resoluties van de VN-Veiligheidsraad. De aanwezigheid van VN-vredestroepen in Cyprus werd verlengd met zes maanden, en eindigde nu op 26 juni 1967.

## Verwante resoluties
- Resolutie 238 Veiligheidsraad Verenigde Naties
- Resolutie 244 Veiligheidsraad Verenigde Naties

Lijst ·  220 ·  221 ·  222 ·  223 ·  224 ·  225 ·  226 ·  227 ·  228 ·  229 ·  230 ·  231 ·  232